# Arthur Hunnicutt
Arthur Lee Hunnicutt (n. 17 februarie 1910, Gravelly⁠(d), Comitatul Yell, Arkansas, SUA – d. 26 septembrie 1979, Woodland Hills⁠(d), California, SUA) a fost un actor american. A fost cel mai cunoscut pentru interpretarea unor personaje rurale înțelepte, cu părul cărunt și în vârstă. A avut o nominalizare la premiul Oscar pentru cel mai bun actor în rol secundar pentru interpretarea sa din Ținuturi nesfârșite (The Big Sky, 1952). Este notabil și pentru rolul lui Pop Purty din serialul de televiziune Western Sugarfoot (1957–1961).

## Filmografie

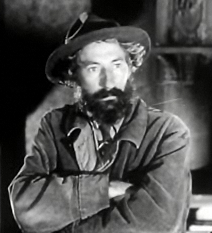
Split Second (1953)

| An        | Titlu                              | Rol                                   | Note                                         |  |
| --------- | ---------------------------------- | ------------------------------------- | -------------------------------------------- |  |
| 1942      | Wildcat                            | 'Watchfob' Jones                      |                                              |  |
| 1942      | Riding Through Nevada              | Arkansas                              |                                              |  |
| 1942      | Silver Queen                       | Newspaper Publisher Brett             |                                              |  |
| 1942      | Fall In                            | Luke Hatfield                         |                                              |  |
| 1942      | Pardon My Gun                      | Arkansas                              |                                              |  |
| 1943      | The Fighting Buckaroo              | Arkansas                              |                                              |  |
| 1943      | Law of the Northwest               | Arkansas                              |                                              |  |
| 1943      | Frontier Fury                      | Arkansas                              |                                              |  |
| 1943      | Robin Hood of the Range            | Arkansas                              |                                              |  |
| 1943      | Johnny Come Lately                 | Second Tramp                          |                                              |  |
| 1943      | Hail to the Rangers                | Arkansas                              |                                              |  |
| 1943      | The Chance of a Lifetime           | Elwood 'Tex' Stewart                  | nemenționat                                  |  |
| 1944      | Riding West                        | Prof. Arkansas Higgins                |                                              |  |
| 1944      | Abroad with Two Yanks              | Arkie                                 |                                              |  |
| 1945      | Murder, He Says                    | Townsman                              | nemenționat                                  |  |
| 1949      | Lust for Gold                      | Ludi                                  | nemenționat                                  |  |
| 1949      | The Great Dan Patch                | Chet Williams                         |                                              |  |
| 1949      | Pinky                              | Police Chief Anderson                 | nemenționat                                  |  |
| 1949      | Border Incident                    | Clayton Nordell                       |                                              |  |
| 1950      | Stars in My Crown                  | Chloroform Wiggins                    |                                              |  |
| 1950      | A Ticket To Tomahawk               | Sad Eyes                              |                                              |  |
| 1950      | Broken Arrow                       | Milt Duffield, Mail Superintendent    |                                              |  |
| 1950      | The Furies                         | Cowhand                               | nemenționat                                  |  |
| 1950      | Two Flags West                     | Sgt. Pickens                          |                                              |  |
| 1951      | Sugarfoot                          | Fly-Up-the-Creek Jones                |                                              |  |
| 1951      | Passage West                       | Pop Brennan                           |                                              |  |
| 1951      | The Red Badge of Courage           | Bill Porter                           |                                              |  |
| 1951      | Distant Drums                      | Monk                                  |                                              |  |
| 1952      | She Couldn't Say No                | Odie Chalmers                         |                                              |  |
| 1952      | The Big Sky                        | Zeb Calloway / Narrator               |                                              |  |
| 1952      | The Lusty Men                      | Booker Davis                          |                                              |  |
| 1953      | Split Second                       | Asa Tremaine                          |                                              |  |
| 1953      | Devil's Canyon                     | Frank Taggert                         |                                              |  |
| 1953      | The French Line                    | 'Waco' Mosby                          |                                              |  |
| 1954      | Beautiful but Dangerous            | Otey                                  |                                              |  |
| 1955      | The Last Command                   | Davy Crockett                         |                                              |  |
| 1956      | The Kettles in the Ozarks          | Sedgewick Kettle                      |                                              |  |
| 1956      | Cheyenne                           | Hoot Hollister                        | Episodul: "Death Deals the Hand"             |  |
| 1957      | The Tall T                         | Ed Rintoon                            |                                              |  |
| 1958      | Born Reckless                      | Cool Man                              |                                              |  |
| 1959–1969 | Bonanza                            | Paiute Scroggs / Obie / Salty Hubbard | 4 episoade                                   |  |
| 1960      | The Rifleman                       | Nathaniel Cameron                     | Episodul: "The Grasshopper"                  |  |
| 1960      | The Andy Griffith Show             | Jedediah Wakefield                    | Episodul: "A Feud Is a Feud"                 |  |
| 1961      | My Three Sons                      | George, The Pony Ride Cowboy          | Episodul: "The Horseless Saddle"             |  |
| 1961      | Laramie                            | Earl Droody                           | Episodul: "Wolf Cub"                         |  |
| 1961      | The Donna Reed Show                | Old Man                               | Episodul: "One of Those Days"                |  |
| 1962      | The Twilight Zone                  | Hyder Simpson                         | Episodul: "The Hunt"                         |  |
| 1963      | The Cardinal                       | Șerif Dubrow                          |                                              |  |
| 1963      | Perry Mason                        | Amos Kenesaw Mountain Keller          | Episodul: “The Case of the Golden Oranges”   |  |
| 1964      | A Tiger Walks                      | Frank Lewis                           |                                              |  |
| 1964      | The Outer Limits                   | Lamont                                | Episodul: "Cry of Silence"                   |  |
| 1965      | Cat Ballou                         | Butch Cassidy                         |                                              |  |
| 1965      | Apache Uprising                    | Bill Gibson                           |                                              |  |
| 1967      | The Adventures of Bullwhip Griffin | The Referee                           |                                              |  |
| 1967      | The Wild Wild West                 | Doc Gavin                             | Episodul: "The Night of the Colonel's Ghost" |  |
| 1967      | El Dorado                          | Bull Harris                           |                                              |  |
| 1971      | The Million Dollar Duck            | Mr. Purdham                           |                                              |  |
| 1971      | Shoot Out                          | Homer Page (rancher)                  |                                              |  |
| 1972      | The Revengers                      | Free State                            |                                              |  |
| 1974      | Mrs. Sundance                      | Walt Putney                           |                                              |  |
| 1974      | Harry and Tonto                    | Wade Carlton                          |                                              |  |
| 1974      | The Spikes Gang                    | Kid White (aka Billy Blanco)          |                                              |  |
| 1975      | Moonrunners                        | Uncle Jesse                           |                                              |  |
| 1975      | Winterhawk                         | McClusky                              | (ultimul rol de film)                        |  |